# Đại chủng viện Thánh Giuse Xuân Lộc

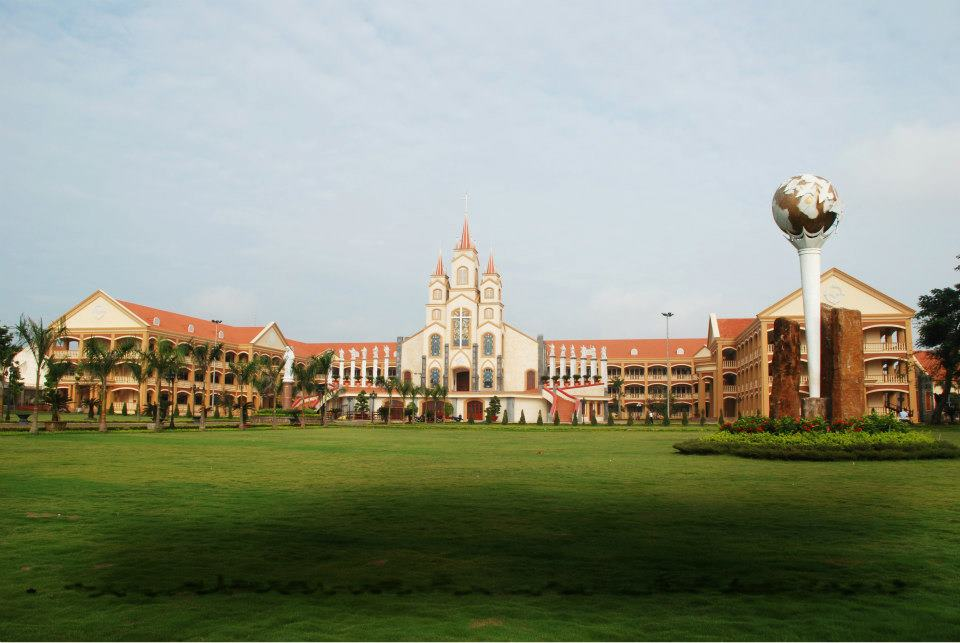
Khu phức hợp Đại chủng viện Thánh Giuse Xuân Lộc

Đại chủng viện Thánh Giuse Xuân Lộc (tiếng Anh: Saint Joseph Seminary of Xuan Loc), một trong 10 đại chủng viện tại Việt Nam, là nơi đào tạo linh mục cho bốn giáo phận: Bà Rịa, Đà Lạt, Phan Thiết và Xuân Lộc của Giáo hội Công giáo tại Việt Nam. Đại chủng viện tọa lạc tại thành phố Long Khánh, tỉnh Đồng Nai, thuộc Giáo phận Xuân Lộc.

## Lịch sử
Đại chủng viện Thánh Giuse Xuân Lộc ngày nay được Chính phủ Việt Nam cho phép thành lập vào ngày 14 tháng 12 năm 2005. Trước đó, đại chủng viện này đã trải qua quá trình hình thành ở các giai đoạn:
- Từ năm 1966 đến năm 1975 được mang tên "Tiểu chủng viện Thánh Phaolô" nhân việc thành lập Giáo phận Xuân Lộc vào năm 1966.
- Từ năm 1975 đến năm 1986, cùng với các chủng viện khác tại Việt Nam, Tiểu chủng viện Thánh Phaolô cũng bị chính quyền đóng cửa, không cho phép hoạt động đào tạo linh mục, giáo sĩ.
- Từ năm 1986 đến năm 2005, các chủng viện ở Việt Nam được phép hoạt động trở lại. Công việc đào tạo linh mục ở giáo phận Xuân Lộc chuyển về cho Đại chủng viện Thánh Giuse Sài Gòn. Trong năm 1999, vấn đề mở cơ sở II tại Xuân Lộc của đại chủng viện Thánh Giuse Sài Gòn được chính quyền chấp thuận, nhưng mãi đến năm 2005 mới khai giảng được niên khóa đầu tiên.

## Các giám đốc Đại chủng viện
- Tổng giám mục Giuse Nguyễn Năng, 2006 - 2009, hiện là Tổng giám mục chính tòa Tổng giáo phận Thành phố Hồ Chí Minh.
- Giám mục Giuse Đinh Đức Đạo 2009 - 2016, nguyên Giám mục chính tòa Giáo phận Xuân Lộc.
- Linh mục Giuse Đệ Đoàn Viết Thảo 2016 - 2022.
- Linh mục Phaolô Nguyễn Ngọc Phương 2022 - nay.

Tiến trình đào tạo
Áp dụng những chỉ dẫn của bản Ratio của HĐGMVN, chương trình đào tạo các chủng sinh Xuân Lộc được tổ chức theo ba giai đoạn: Dự tu, Triết học và Thần học.
Chương trình dự tu được chia ra 2 giai đoạn:
1) Giai đoạn Trung học:Các em có ý hướng dâng mình cho Chúa trong ơn gọi Linh mục được tuyển chọn từ các lớp Trung học. Sau kỳ thi tuyển, các em được chọn vẫn tiếp tục sống tại gia đình và theo học tại các trường Trung học địa phương. Trong thời gian này, có quý Cha, quý Thầy được chỉ định hướng dẫn các em theo chương trình và tinh thần của Ban Giám đốc Đại Chủng viện đề xướng;
2) Giai đoạn Đại Học: Trong thời gian học Đại Học, các em sẽ được quy tụ lại trong các Cộng đoàn Dự tu. Mỗi Cộng đoàn Dự tu có Cha Đồng Hành hướng dẫn theo chương trình và tinh thần do Ban Giám đốc Đại Chủng viện đề xướng. Hiện nay, Giáo phận Xuân Lộc có 9 Cộng đoàn Dự tu.
Sau khi tốt nghiệp đại học, một lần nữa các Dự tu được tuyển chọn để được vào học chương trình chính thức của Đại chủng viện gồm:
- Chương trình Triết học (một năm tu đức, hai năm triết học và một năm thử tại các Giáo xứ).
- Chương trình Thần học (bốn năm học tại Đại chủng viện và 1 năm thực tập Mục vụ tại các Giáo xứ).
Các Chủng sinh hội đủ mọi điều kiện của hành trình tu luyện đề xướng, sẽ lãnh chức Linh mục vào cuối năm thực tập Mục vụ.